# رسول مرادی
رسول مرادی متولد ۱۳۳۴ خورشیدی در روستای گوارشک مشهد خوشنویس اهل ایران است. آثار او در بیش از ۴۰ نمایشگاه انفرادی و گروهی در شهرهایی چون مشهد، تهران، دوبی امارات، کشور ترکیه، هندوستان و رباط به نمایش درآمده اند. او همچنین ۴ جایزه مسابقات بین‌المللی استانبول ترکیه (IRCICA) در کتابت و نستعلیق (۱۹۹۸) و نستعلیق جلی و نستعلیق (۲۰۰۱)، دیپلم افتخار جشنواره بزرگ خوشنویسی سال امام علی، جایزه نخست هشتمین نمایشگاه قرآن کریم و برگزیده جشنواره نوازش قلم را نیز در کارنامهٔ هنری‌اش دارد.
او همچنین مؤلف چند کتاب آموزش خوشنویسی نستعلیق و شکسته نستعلیق و غیره بوده و آثار ادبی پارسی همچون مثنوی مولانا و رباعیات خیام، کل شاهنامه را کتابت کرده است.
وی دوره ابتدایی را در روستای گوارشک مشهد و متوسطه را در مشهد گذراند. پس از پایان تحصیلات متوسطه در سال ۱۳۵۱ وارد دانشگاه فردوسی مشهد شد و در سال ۱۳۵۵ موفق به اخذ کارشناسی زیست‌شناسی از آن واحد آموزشی شد. مرادی همزمان به آموختن و تمرین هنر خوشنویسی مشغول بود و در سال ۱۳۸۵ به درجه استادی رسید.
او در دهه ۶۰ در محضر استادانی مانند غلامرضا موسوی و مصطفی مهدی‌زاده بمدت ۲ سال آموزش مکاتبه‌ای و سپس جلسات حضوری را نزد غلامحسین امیرخانی بمدت ۱۳ سال شرکت نموده و مراحل رشد خوشنویسی را طی کرد. مرادی در نگارش و کتابت نستعلیق قلمی روان و دقیق و مهارتی مثال زدنی دارد.
رسول مرادی برنده لوح سپاس و تندیس کتاب هنری سال وزارت آموزش و پرورش و نماینده دائم مجمع نمایندگان انجمن خوشنویسان ایران است. او از سال ۱۳۶۱ در انجمن خوشنویسان ایران فعالیتش را آغاز کرد و ضمن برگزاری کلاس‌های آموزشی به تأسیس انجمن خوشنویسان کاشمر در سال ۱۳۶۲ اهتمام ورزید.

## آثار خوشنویسی
- نوازش قلم یک کتاب نفیس و هم بصورت آلبوم گزیده‌ای از تابلوها در سال ۷۵ منتشر شد که جایزه سیمرغ کتاب هنری سال آموزش و پرورش را دریافت کرد
- شاهنامه فردوسی با مقدمه محمد علی اسلامی ندوشن و با همکاری یونسکو به همت انتشارات کلهر و دکتر بخت آزاد به چاپ رسید
- دیوان نفیس حافظ سری اول با مقدمه بهاءالدین خرمشاهی
- دیوان حافظ سری دوم به همت انتشارات خانه فرهنگ و هنر گویا با تذهیب و مینیاتور‌های محمود فرشچیان و مقدمه حسین الهی قمشه‌ای در ۱۳۹۶ به چاپ رسید
- شاهنامه بسیار نفیس فردوسی (همچنان در مقبره فردوسی بزرگ جهت بازدید موجود می‌باشد)
- گزیده غزلیات سعدی
- گلستان سعدی
- گزیده غزلیات عطار
- رباعیات خیام با مقدمه محمد علی اسلامی ندوشن
- یکصد سرمشق نستعلیق
- مجموعه سرمشق‌های نستعلیق
- ترانه‌های روستایی خراسان
- در عرصه سیاه مشق
- کلک شیرین
- گزیده غزلیات شمس تبریزی (۷۰۰ غزل) با مقدمه محمدابراهیم باستانی پاریزی
- چاپ در مجله عربیه امارات متحده عربی ۲۰۰۲